# Gymnothorax intesi
Gymnothorax intesi es una especie de pez de la familia de los morénidas en el orden de los Anguilliformes.

## Morfología
Los machos pueden llegar a alcanzar los 100 cm de longitud total.

## Distribución geográfica
Se encuentran en Nueva Caledonia.